# États-Unis aux Jeux olympiques d'hiver de 1998
Les États-Unis participent aux Jeux olympiques d'hiver de 1998, organisés à Nagano au Japon. C'est leur dix-huitième participation aux Jeux olympiques d'hiver après leur présence à toutes les éditions précédentes. La délégation américaine, formée de 186 athlètes (105 hommes et 81 femmes), obtient treize médailles (six d'or, trois d'argent et quatre de bronze) et se classe au cinquième rang du tableau des médailles.

## Médaillés
| Médaille d'or, Jeux olympiques      | Picabo Street | Ski alpin           | Super-G (F)      |                  |  |
| Médaille d'or, Jeux olympiques      | Tara Lipinski | Patinage artistique | Femmes           |                  |  |
| Médaille d'or, Jeux olympiques      | Eric Bergoust | Ski acrobatique     | Sauts (H)        |                  |  |
| Médaille d'or, Jeux olympiques      | Jonny Moseley | Ski acrobatique     | Bosses (H)       |                  |  |
| Médaille d'or, Jeux olympiques      | Nikki Stone | Ski acrobatique     | Sauts (F)        |                  |  |
| Médaille d'or, Jeux olympiques      | Équipe des États-Unis de hockey sur glace féminin \| Chris Bailey \| \| Tricia Dunn-Luoma \| \| Vicki Movsessian \| \| \| Laurie Baker \| \| Cammi Granato \| \| Jenny Potter \| \| \| Alana Blahoski \| \| Katie King \| \| Angela Ruggiero \| \| \| Lisa Brown-Miller \| \| Shelley Looney \| \| Sarah Tueting \| \| \| Karyn Bye \| \| Sue Merz \| \| Gretchen Ulion \| \| \| Colleen Coyne \| \| Allison Mleczko \| \| Sandra Whyte \| \| \| Sara Decosta \| \| Tara Mounsey \| \| \| \| | Hockey sur glace    | Femmes           |                  |  |
| Médaille d'argent, Jeux olympiques  | Michelle Kwan | Patinage artistique | Femmes           |                  |  |
| Médaille d'argent, Jeux olympiques  | Gordon Sheer Chris Thorpe | Luge                | Doubles          |                  |  |
| Médaille d'argent, Jeux olympiques  | Chris Witty | Patinage de vitesse | 1 000 mètres (F) |                  |  |
| Médaille de bronze, Jeux olympiques | Mark Grimmette Brian Martin | Luge                | Doubles          |                  |  |
| Médaille de bronze, Jeux olympiques | Ross Powers | Snowboard           | Halfpipe (H)     |                  |  |
| Médaille de bronze, Jeux olympiques | Shannon Dunn-Downing | Snowboard           | Halfpipe (F)     |                  |  |
| Médaille de bronze, Jeux olympiques | Chris Witty | Patinage de vitesse | 1 500 mètres (F) |                  |  |
| Chris Bailey                        | | Tricia Dunn-Luoma   |                  | Vicki Movsessian |  |
| Laurie Baker                        | | Cammi Granato       |                  | Jenny Potter     |  |
| Alana Blahoski                      | | Katie King          |                  | Angela Ruggiero  |  |
| Lisa Brown-Miller                   | | Shelley Looney      |                  | Sarah Tueting    |  |
| Karyn Bye                           | | Sue Merz            |                  | Gretchen Ulion   |  |
| Colleen Coyne                       | | Allison Mleczko     |                  | Sandra Whyte     |  |
| Sara Decosta                        | | Tara Mounsey        |                  |                  |  |